# (1803) Zwicky
(1803) Zwicky es un asteroide que forma parte del cinturón de asteroides y fue descubierto por Paul Wild desde el observatorio de Berna-Zimmerwald, Suiza, el 6 de febrero de 1967.

## Designación y nombre
Zwicky recibió al principio la designación de 1967 CA.
Más adelante se nombró en honor del astrofísico suizo Fritz Zwicky (1898-1974).

## Características orbitales
Zwicky está situado a una distancia media de 2,35 ua del Sol, pudiendo alejarse hasta 2,931 ua y acercarse hasta 1,768 ua. Tiene una excentricidad de 0,2474 y una inclinación orbital de 21,56°. Emplea en completar una órbita alrededor del Sol 1316 días.